# Guarambaré
Guarambaré, jedna od starih skupina Guaraní Indijanaca iz 16. i 17 stoljeća koji su bili locirani na 23° S širine., i 56° W. dužine (Alfred Métraux, Handbook, vol. 3., 1948) na rijeci Ypané. Kario, Tovatĩ i Guarambaré bili su prva Guarani plemena koja su došli u kontakt sa Španjolcima koji su ih pokrstili u misijskom gradu Guarambaré na rijeci Itapucaguazu na jugozapadu Paragvaja.